# Kang Hye-jung
Kang Hye-jung (Coreano: 강혜정; Incheon, 4 de enero de 1982) es una actriz surcoreana. Obtuvo reconocimiento principalmente por su interpretación en la película arthouse Nabi (2001), y dos años más tarde, aumentó su fama a través del thriller de venganza Oldboy del director Park Chan-wook. Para los siguientes años Hye-jung continuó participando en una amplia y diversa gama de personajes que aumentó la aclamación de los críticos, particularmente por el drama Rules of Dating (2005), y la comedia sobre la guerra de Corea Welcome to Dongmakgol del director Park Kwang-hyun. También ha protagonizado melodramas más convencionales como Herb (2007) y Girlfriends (2009).

## Carrera
Empezó a trabajar como modelo en su primer año de instituto, y para finales de 1990 ya formaba parte del reparto en series coreanas y sitcoms como  Jump y Nonstop 3. Su primera participación en cine fue en la película arthouse/sci-fi Nabi (Moon Seung-wook), por la cual ganó un premio a Mejor Actriz en el Puchon Festival de cine Fantástico Internacional. Posteriormente uniéndose al elenco del cortometraje Flush, así como a una película de internet llamada Naebang-nebang.
El primer gran éxito en cine para Kang fue junto a Choi Min-sik en el clásico moderno Oldboy del director Park Chan-wook. Su interpretación de Mi-do le granjeó una considerable atención, tanto en el ámbito nacional como en el extranjero, y también obtuvo honores por su actuación en los Grand Bell Awards y de la Asociación de Críticos de Cine de Pusan. Al año siguiente apareció en Cut, contribución de 30 minutos a la antología de la película de terror Three... Extremes.
En el pasado año 2016 participó en la película My wife. y durante el 2017 interpretó a una psiquiatra en el thriller de ciencia ficción Sueño lúcido. Aunado a su reciente regreso a la televisión en diciembre de 2017, con la serie de comedia Jugglers.

## Vida personal
El 26 de octubre de 2009, contrajo matrimonio con Tablo del grupo de hip-hop Epik High, cuando ella estaba embarazada de tres meses. La pareja tuvo a su primera hija, a la que llamaron Haru, el 2 de mayo de 2010.

## Filmografía

### Películas
| Año  | Título                        | Rol                 | Notas |
| ---- | ----------------------------- | ------------------- | ----- |
| 2000 | Flush                         |                     |       |
| 2001 | Nabi                          | Yuki                |       |
| 2003 | Oldboy                        | Mi-do               |       |
| 2004 | Three...Extremes              | esposa del director |       |
| 2005 | Hoodwinked!                   | Red Puckett (voz)   |       |
| 2005 | Antarctic Journal             | Lee Yoo-jin         |       |
| 2005 | Rules of Dating               | Choi Hong           |       |
| 2005 | Sympathy for Lady Vengeance   | (cameo)             |       |
| 2005 | Welcome to Dongmakgol         | Yeo-il              |       |
| 2006 | Invisible Waves               | Noi                 |       |
| 2006 | Love Phobia                   | Ari                 |       |
| 2007 | Herb                          | Cha Sang-eun        |       |
| 2009 | Why Did You Come to My House? | Lee Soo-kang        |       |
| 2009 | Kiss Me, Kill Me              | Seo Jin-young       |       |
| 2009 | Triangle                      | Oh Sung-hye         |       |
| 2009 | Girlfriends                   | Song-yi             |       |
| 2011 | Wedding Palace                | Na-young            |       |
| 2013 | Behind the Camera             |                     |       |
| 2014 | How to Steal a Dog            | Jeong-hyeon         |       |
| 2017 | Lucid Dream                   | So-hyun             |       |
| 2017 | My Wife                       |                     |       |
| 2022 | The Man Only I Can See        |                     | cameo |

### Series
| Año         | Título                             | Rol                     | Red  |
| ----------- | ---------------------------------- | ----------------------- | ---- |
| 1998        | Eun-shil                           | Jang Young-chae         | SBS  |
| 1999        | Jump                               |                         | MBC  |
| 2003        | Nonstop 3                          | Hye-jung                | MBC  |
| 2003        | Naebang nebang                     |                         |      |
| 2007        | Flowers for My Life                | Na Ha-na                | KBS2 |
| 2008        | On Air                             | ella misma (ep. 5 & 12) | SBS  |
| 2011        | Miss Ripley                        | Moon Hee-joo            | MBC  |
| 2012        | The Wedding Scheme                 | Yoo Gun-hee             | tvN  |
| 2013 - 2015 | The Return of Superman (TV series) | ella misma(ep. 1 - 58)  | KBS2 |
| 2014        | Drama Festival "Lump in My Life"   | Geum-ji                 | MBC  |
| 2017        | Jugglers                           | Wang Jeong-ae           | KBS2 |

### Vídeos musicales
| Año  | Canción                          | Artista                          |
| ---- | -------------------------------- | -------------------------------- |
| 1997 | "Time"                           | Taesaja                          |
| 2002 | "Please"                         | Wax                              |
| 2003 | "Lonely Street Lights"           | Han Young-ae                     |
| 2003 | "Desperado"                      | Position                         |
| 2004 | [Parte 1] "Timeless"             | SG Wannabe                       |
| 2004 | [Parte 2] "I Loved You to Death" | SG Wannabe                       |
| 2008 | "As I Look Into the Mirror"      | Gummy feat. Red Roc              |
| 2015 | "Sold Out"                       | Yankie feat. Tablo, Zion.T, Loco |

## Teatro
| Año       | Título          | Rol       |
| --------- | --------------- | --------- |
| 2010      | Proof           | Catherine |
| 2014–2015 | Educando a Rita | Susan     |

## Discografía
| Año  | Título                        | Notas                           |
| ---- | ----------------------------- | ------------------------------- |
| 2007 | "Moments When We're Together" | Dúo con Bae Jong-vale; Herb OST |

## Premios y nominaciones
| Año  | Premio                                       | Categoría                      | Nominación            | Resultado | Ref.   |
| ---- | -------------------------------------------- | ------------------------------ | --------------------- | --------- | ------ |
| 2001 | Puchon International Fantastic Film Festival | mejor actriz                   | Nabi                  | Ganadora  |        |
| 2003 | Blue Dragon Film Awards                      | mejor actriz de reparto        | Oldboy                | Ganadora  |        |
| 2004 | Grand Bell Awards                            | mejor actriz nueva             | Oldboy                | Nominada  |        |
| 2004 | Korean Association of Film Critics Awards    | mejor actriz nueva             | Oldboy                | Ganadora  |        |
| 2004 | Busan Film Critics Awards                    | mejor actriz                   | Oldboy                | Ganadora  | [ 10 ] |
| 2004 | Korean Film Awards                           | mejor actriz                   | Oldboy                | Nominada  |        |
| 2005 | Premiere Rising Star Awards                  | Recipiente                     | [NA]: {{{1}}}         | Ganadora  |        |
| 2005 | Busan Film Critics Awards                    | mejor actriz                   | Rules of Dating       | Ganadora  |        |
| 2005 | Blue Dragon Film Awards                      | mejor actriz                   | Rules of Dating       | Nominada  |        |
| 2005 | Blue Dragon Film Awards                      | mejor actriz de reparto        | Welcome to Dongmakgol | Ganadora  | [ 11 ] |
| 2005 | Korean Film Awards                           | mejor actriz                   | Rules of Dating       | Nominada  |        |
| 2005 | Korean Film Awards                           | mejor actriz de reparto        | Welcome to Dongmakgol | Ganadora  | [ 12 ] |
| 2006 | Baeksang Arts Awards                         | mejor actriz                   | Rules of Dating       | Nominada  |        |
| 2006 | Grand Bell Awards                            | mejor actriz de reparto        | Welcome to Dongmakgol | Ganadora  | [ 13 ] |
| 2007 | Korean Film Awards                           | mejor actriz                   | Herb                  | Nominada  |        |
| 2007 | KBS Drama Awards                             | premio alta excelencia, actriz | Flowers for My Life   | Nominada  |        |